# Gerrit Schimmelpenninck (1864-1950)
Gerrit Schimmelpenninck (Soerabaja, 2 april 1864 − 's-Gravenhage, 15 oktober 1950) was een Nederlands burgemeester.

## Biografie
Schimmelpenninck, telg uit het geslacht Schimmelpenninck, was een zoon van Gerrit Schimmelpenninck (1829-1873), consul van Baden te Soerabaja, en Elisabeth Coster (1829-1864). Hij promoveerde te Leiden in de rechten in 1895. In 1897 werd hij benoemd tot burgemeester van Limmen, en even daarna werd hij er ook secretaris. Hij trouwde in 1899 met Henriette Cornelie van Vloten (1877-1964) met wie hij twee dochters kreeg. Per 15 februari 1901 werd hij benoemd tot burgemeester, even later ook tot secretaris van Wijhe. In 1926 vierde hij zijn 25-jarig ambtsjubileum waarvan verslag gedaan werd in de kranten, waarbij hij werd toegesproken en cadeaus ontving. Per 1 november 1929 werd hem, op zijn verzoek, eervol ontslag verleend, met dank voor de langdurig bewezen diensten; bij zijn afscheid werd hij gehuldigd. Daarna vestigde het echtpaar zich in de residentie. Mr. G. Schimmelpenninck overleed te 's-Gravenhage op 86-jarige leeftijd.